# Subespai vectorial
En àlgebra lineal, donat un espai vectorial E sobre un cos K, un subespai vectorial de E és una part no buida F de E estable per a les combinacions lineals
. En altres paraules, aquesta part ha de verificar:
- La suma vectorial de dos vectors de F pertany a F;
- La multiplicació d'un vector de F per un escalar pertany a F.

Aquestes condicions imposen que el vector nul pertanyi a F. Proveït de les lleis induïdes F és un K-espai vectorial. L'espai nul {\displaystyle \{0\}} i l'espai total {\displaystyle E} són respectivament els subespais vectorials més petit i més gran de E. En general, una unió finita de subespais vectorials no és estable per combinacions lineals. Tanmateix, donada una família {\displaystyle (F_{i})_{i\in I}} de subespais vectorials de E, la seva intersecció és un subespai vectorial de E. La suma de la família {\displaystyle (F_{i})_{i\in I}} és el subespai més petit que contingui tots els Fi.

## Definició equivalent
El subconjunt F és un {\displaystyle \mathbb {K} }-subespai vectorial de E, si i només si:
- {\displaystyle F\subset E}
- {\displaystyle F\neq \emptyset } ;
- {\displaystyle \forall u,v\in F,\ u+v\in F} ;
- {\displaystyle \forall \lambda \in \mathbb {K} ,\ \forall u\in F,\ \lambda u\in F}.

Això equival a:
- {\displaystyle F\subset E}
- {\displaystyle F\neq \emptyset };
- {\displaystyle \forall u,v\in F,\forall \lambda ,\beta \in \mathbb {K} ,\ \lambda u+\beta v\in F}.

En altres paraules, F és un subespai vectorial de E, si i només si no és buit i és estable per a les combinacions lineals.
Nota: en tot espai vectorial E no reduït a {\displaystyle \ \{0\}}, hi ha almenys dos subespais vectorials. Són {\displaystyle \ \{0\}} i E mateix: se'n diu els dos subespais vectorials trivials.
Observació 1: un subespai vectorial F de E conté necessàriament el vector nul {\displaystyle \ 0_{E}} de E (en efecte, com que F és no buit, existeix almenys un element {\displaystyle \ u_{0}} de F; llavors, per a tot {\displaystyle \ \lambda } en {\displaystyle \ \mathbb {K} }, {\displaystyle \lambda u_{0}} pertany a F; la tria {\displaystyle \ \lambda =0} dona {\displaystyle 0_{E}=0\cdot u_{0}\in F}).
És per això, quan es tracta de demostrar que un subconjunt F de E és un subespai vectorial de E, sovint es comença comprovant que F no sigui buit assegurant-se que conté el vector nul (si no el conté, immediatament hi ha contradicció).
Observació 2: quan E no es redueix a {\displaystyle \ \{0\}}, es defineix en el conjunt {\displaystyle G=E\setminus \{0_{E}\}} una relació d'equivalència R que consisteix a dir que dos elements V i W estan relacionats per R si existeix un element k no nul del cos commutatiu K tal que W = k V. Llavors P, el conjunt quocient de G per R, té una estructura molt rica d'espai projectiu.

## Intersecció de dos subespais vectorials

### Propietat
Siguin {\displaystyle F_{1}\quad } i {\displaystyle F_{2}\quad } dos subespais vectorials de E. Llavors:
- {\displaystyle F_{1}\cap F_{2}} és un subespai vectorial de E.

Més generalment, tota intersecció de subespais vectorials és un subespai vectorial, és a dir que:
per a tota família {\displaystyle (F_{i})_{i\in I}} de subespais vectorials de {\displaystyle E}, {\displaystyle \cap _{i\in I}F_{i}} és un subespai vectorial de {\displaystyle E}.

## Unió de subespais vectorials
En el cas general, l'estructura de subespai vectorial no és estable per la unió. Existeix dues proposicions que tracten aquest cas.
- E és aquí de dimensió finita, i el seu cos associat és de cardinal infinit. Si {\displaystyle (F_{i})} és una família finita de subespais vectorials de E tots diferents de E, llavors la unió de la família {\displaystyle (F_{i})} és diferent de E.

- Si {\displaystyle (F_{i})} és una família de subespais vectorials de E tal que la unió de dos elements d'aquesta família sempre estigui inclosa en un tercer element de la família, llavors la unió de la família {\displaystyle (F_{i})} és un subespai vectorial de E.

## Suma d'un o diversos espais vectorials

### Definició
Siguin {\displaystyle F_{1}\quad } i {\displaystyle F_{2}\quad } dos subespais vectorials de E. Es defineix el subconjunt següent de E:
{\displaystyle F_{1}+F_{2}=\left\{x\in E/\exists x_{1}\in F_{1},\exists x_{2}\in F_{2},x=x_{1}+x_{2}\right\}}.

### Propietat i definició
- {\displaystyle F_{1}+F_{2}\quad } és un subespai vectorial de E que conté a la vegada {\displaystyle F_{1}\quad } i {\displaystyle F_{2}\quad }. Se l'anomena suma de {\displaystyle F_{1}\quad } i {\displaystyle F_{2}\quad }.
- Si F és un subespai vectorial de E que conté a la vegada {\displaystyle F_{1}\quad } i {\displaystyle F_{2}\quad }, llavors {\displaystyle F_{1}+F_{2}\subset F}.

És per què es diu que {\displaystyle F_{1}+F_{2}\quad } és el subespai vectorial més petit de E que conté {\displaystyle F_{1}\cup F_{2}}. Això equival a:
- {\displaystyle F_{1}+F_{2}\quad } és la intersecció de tots els subespai vectorials de E que contenen {\displaystyle F_{1}\cup F_{2}}.

Nota: la unió de dos subespais vectorials no és, en general, un subespai vectorial; perquè ho sigui, cal i n'hi ha prou que un dels dos estigui inclòs en l'altre.

### Generalització
Siguin {\displaystyle F_{1},F_{2},\dots ,F_{m}} m subespais vectorials de E. Es defineix el subconjunt següent de E:
{\displaystyle \sum _{i=1}^{m}F_{i}=\left\{x\in E/\exists (x_{1},x_{2},\dots ,x_{m})\in F_{1}\times F_{2}\times \cdots \times F_{m},x=x_{1}+x_{2}+\cdots +x_{m}\right\}}.
És el conjunt dels vectors de E que admeten almenys una descomposició en suma de vectors que pertanyen a respectivament als subespais vectorials {\displaystyle F_{1},F_{2},\dots ,F_{m}} (si aquesta descomposició és a més única, la suma dels subespais s'anomena directa.
Llavors:
- {\displaystyle \sum _{i=1}^{m}F_{i}} és un subespai vectorial de E que conté a la vegada {\displaystyle F_{1},F_{2},\dots ,F_{m}}. Se l'anomena suma d'aquests subespais.
- Si F és un subespai vectorial de E que conté a la vegada {\displaystyle F_{1},F_{2},\dots ,F_{m}}, llavors {\displaystyle \sum _{i=1}^{m}F_{i}\subset F}.

Es diu també que {\displaystyle \sum _{i=1}^{m}F_{i}} és el subespai vectorial més petit de E que conté {\displaystyle F_{1}\cup F_{2}\cup \cdots \cup F_{m}}.

## Subespai vectorial generat

### Definició
Sigui A una part qualsevol de E.
- Si A és no buit, es defineix el subconjunt següent de E:

{\displaystyle {\mbox{Vect}}(A)=\left\{\sum _{i=1}^{n}{\lambda }_{i}x_{i}{\Bigg /}n\in \mathbb {N} ^{\star },{\lambda }_{i}\in \mathbb {K} ,x_{i}\in A\right\}}.
(així, {\displaystyle {\mbox{Vect}}(A)} és per definició el conjunt de les combinacions lineals d'elements de A).
- Es completa aquesta definició posant {\displaystyle {\mbox{Vect}}(\emptyset )=\{0_{E}\}}.

### Propietat 1
Sigui A una part de E .

- El conjunt {\displaystyle {\mbox{Vect}}(A)} és un subespai vectorial de E, i conté A.
- Si F és un subespai vectorial de E que conté A, llavors {\displaystyle {\mbox{Vect}}(A)\subset F}.

És per això que es diu que {\displaystyle {\mbox{Vect}}(A)} és el subespai vectorial més petit  de E que contenint A.
Se l'anomena subespai vectorial de E generat per A.
- El subespai vectorial generat per A és la intersecció de tots els subespais vectorials de E que contenen A.

Nota: es considera l'aplicació {\displaystyle \varphi :{\mathcal {P}}(E)\to {\mathcal {P}}(E),A\mapsto {\mbox{Vect}}(A)}, on {\displaystyle {\mathcal {P}}(E)} designa el conjunt de les parts de E.
Es designa per A i B dues parts qualssevol de E. Resulta de la propietat precedent que:
- L'aplicació {\displaystyle \varphi } és creixent: si {\displaystyle A\subset B}, llavors {\displaystyle {\mbox{Vect}}(A)\subset {\mbox{Vect}}(B)}.
- L'aplicació {\displaystyle \varphi } és extensiva: {\displaystyle A\subset {\mbox{Vect}}(A)}.
- L'aplicació {\displaystyle \varphi } és idempotent: {\displaystyle {\mbox{Vect}}''{\mbox{Vect}}(A''={\mbox{Vect}}(A)}

Es diu llavors que {\displaystyle \varphi } és una clausura. Els subespais vectorials de E són els punts fixos de {\displaystyle \varphi }:
- Perquè una part A de E sigui un subespai vectorial de E, cal i n'hi ha prou que {\displaystyle {\mbox{Vect}}(A)=A}.

### Propietat 2
Siguin A i B dues parts de E. Llavors:
- {\displaystyle {\mbox{Vect}}(A)+{\mbox{Vect}}(B)={\mbox{Vect}}(A\cup B)}

## Espai vectorial finit
Sigui K un cos finit de cardinal q, i sigui E un K-espai vectorial de dimensió finita n sobre K. Llavors el conjunt E és finit de cardinal q n . Posseeix un nombre finit de subespais vectorials. El nombre de subespais de dimensió k val
{\displaystyle {\frac {(q^{n}-1)(q^{n}-q)\dots (q^{n}-q^{k-1})}{(q^{k}-1)(q^{k}-q)\dots (q^{k}-q^{k-1})}}}.
Aquesta quantitat és el quocient del nombre de famílies lliures a k elements de E pel nombre de les bases en un K-espai vectorial de dimensió k.